# Paul Helms
Paul Adolph Helms (* 11. September 1884 in Sarkwitz bei Scharbeutz; † 5. März 1961 in Hamburg-Hausbruch) war ein deutscher Maler, Grafiker, Zeichner und Illustrator.

## Leben
Paul Helms war der Sohn von Hans (Johannes) Adolph Helms und Wilhelmine Helms geb. Schlunz. Er wurde in Sarkwitz, einem Dorf westlich von Scharbeutz geboren. Seine Schwester hieß Ida Helms. Er heiratete Frida Helms, geb. Jordan. Seine jüngere Tochter war Ursula verh. Philipp.
Helms’ Familie zog 1890 zunächst nach Lübeck und kurz darauf nach Hamburg-Uhlenhorst, wo er aufwuchs. Nach einer Lithografen-Lehre (1898–1902) besuchte er die Staatliche Kunstgewerbeschule am Lerchenfeld, wo er unter anderem bei Carl Otto Czeschka studierte und ausgebildet wurde. Ab 1908 unterrichtete er dann selber zunächst Gebrauchsgrafik, ab 1919 als Dozent für Zeichnen an der zunächst in Landeskunstschule und nach 1933 in Hansische Hochschule für Bildende Künste umbenannten Lehranstalt. In der Zeit des Nationalsozialismus war Helms Mitglied der Reichskammer der bildenden Künste und u. a. 1942 auf der Großen Deutschen Kunstausstellung in München mit der Kreidezeichnung Finkenwärder Elbfischer vertreten. Von 1942 bis 1945 war er Professor und kommissarischer Direktor der Hansischen Hochschule. 1945 wurde er von der britischen Militärregierung suspendiert und 1947 pensioniert.
Seine graphischen Arbeiten zeichnen handwerkliche Akkuratesse aus, seine Landschaften zeigen Himmel- und Wassermotive der Nord- und Ostsee. Einige seiner Arbeiten befinden sich heute im Museum für Kunst und Gewerbe in Hamburg. Der Kirchliche Kunstdienst der Evangelischen Akademie Nordelbien würdigte Paul Helms mit einer Ausstellung von rund 120 Exponaten unter dem Thema „Hamburg und die Wasserkante“ vom 12. Februar bis 15. März in Hamburg.

## Werke (Auswahl)
Auf der Ausstellung „Ahrenshoop, Darß, Fischland“ im Altonaer Museum in Hamburg wurden 1978/79 die nachfolgenden Werke gezeigt:
- Abendhimmel bei Althagen, 1933
- Drohendes Unwetter über dem Hohen Ufer, 1934
- Frau am Hohen Ufer, um 1934